# Dubliany
Dubliany (em ucraniano:  Дубляни; em polonês/polaco:  Dublany) é uma cidade da Ucrânia, situada no Oblast de Leópolis. Tem 4,95 km² de área e sua população em 2020 foi estimada em 9.811 habitantes.